# 比卡里
比卡里（義大利語：Biccari），是意大利福贾省的一个市镇。总面积106.3平方公里，人口2887人，人口密度27.2人/平方公里（2009年）。ISTAT代码为071006。